# C'est arrivé près de chez vous
Pour plus de détails, voir Fiche technique et Distribution.
C'est arrivé près de chez vous est une comédie noire belge co-écrite et réalisée par Rémy Belvaux, sortie en 1992.
Le film évoque l'activité d'une petite équipe d'apprentis réalisateurs qui tourne un documentaire sur Ben, un homme excentrique qui tue pour gagner sa vie. Il s'attaque principalement aux personnes de la classe moyenne, notamment les personnes âgées.
À l'origine, il s’agit d’un film de fin d'études à l'INSAS, école bruxelloise francophone de cinéma, qui est tourné comme une parodie de la série télévisée documentaire Strip-tease. Le film est néanmoins présenté au Festival de Cannes 1992 où il est primé.

## Synopsis
Ben est un tueur en série plein d'esprit et charismatique, mais également narcissique et colérique, qui parle longuement de tout ce qui lui vient à l'esprit, que ce soit le « métier » de tueur, l'architecture, la poésie ou la musique classique qu'il joue avec sa petite amie Valérie. Une équipe novice de tournage se joint à lui dans ses aventures sadiques, les enregistrant pour un documentaire. Ben leur présente sa famille et ses amis et se vante d'avoir assassiné de nombreuses personnes et d'avoir jeté leurs corps dans des canaux et des carrières. Il décrit froidement le barème qu'il utilise pour s'assurer qu'un corps jeté à l'eau soit convenablement lesté.
Ben s'aventure dans des immeubles d'habitation, expliquant qu'il est plus rentable d'attaquer les personnes âgées que les jeunes couples parce que les personnes âgées sont plus riches. Joignant le geste à la parole, il se rend à l'appartement d'une dame âgée et parvient à gagner sa confiance en se présentant comme un reporter de télévision ; il lui crie ensuite sauvagement dessus en la menaçant de son arme, lui faisant faire une crise cardiaque. Alors que son cœur s'arrête de battre peu à peu, il se félicite que cette méthode lui ait épargné une balle.
Cependant, l'équipe de tournage n'est pas seulement complice silencieuse des meurtres, elle s'impliquera progressivement. Ainsi, lorsque Ben s'introduit dans une maison et tue toute une famille, les membres de l'équipe l'aident à tenir un jeune garçon et à l'étouffer avec un oreiller, tout en maintenant une conversation informelle. Pendant le tournage, deux membres de l'équipe sont tués ; leur mort est plus tard qualifiée de « risques professionnels » par un membre de l'équipe. Dans le bâtiment abandonné que Ben utilise comme cachette, l'équipe rencontre deux criminels italiens qui s'y cachent également ; Ben les tue avant de découvrir qu'ils étaient également filmés par une équipe de tournage documentaire concurrente. Ben et son équipe abattent les membres de l'équipe rivale tout en filmant la scène.
La nuit suivante, Ben et l'équipe, complètement ivres, prennent en otage un couple dans leur propre maison : Ben tient l'homme sous la menace d'une arme pendant que l'équipe viole collectivement la femme. Le lendemain matin, la caméra enregistre sans passion le résultat : le couple a été tué au couteau. Plus tard, la petite amie et la famille de Ben reçoivent des menaces de mort du frère de l'un des criminels italiens que Ben avait tués plus tôt.
Ben est brièvement hospitalisé après un combat de boxe perdu, son entraîneur confiant à la caméra qu'il n'est pas très régulier aux entraînements. La violence de Ben devient de plus en plus incontrôlée jusqu'à ce qu'il tue son entraîneur de boxe devant sa petite amie et ses amis lors de sa fête d'anniversaire. Tachés de sang, les convives agissent comme si rien d'horrible ne s'était passé et continuent d'offrir des cadeaux. Ben, ayant le cou encore fragile depuis son accident de boxe, ordonne à l'équipe de tournage de se débarrasser du corps.
Ben est ensuite arrêté, jugé aux assises pour certains meurtres et conduit en prison. Après quelque temps, il s'évade et recontacte l'équipe de tournage pour leur demander de l'aider dans sa cavale. Pendant ce temps, les criminels italiens commencent à se venger. Il découvre que sa petite amie Valérie a été tuée, puis que ses parents ont connu le même sort, ce qui l'incite à partir. Ben se rend avec l'équipe de tournage dans une de ses planques pour récupérer quelques affaires mais, au milieu de la récitation d'un poème, il est brusquement abattu par un tireur hors champ, qui prend ensuite pour cible les membres de l'équipe, abattus un par un. La caméra chute mais continue de tourner, le film se terminant par la mort du preneur de son en fuite.

## Fiche technique
- Titre original et francophone : C’est arrivé près de chez vous
- Réalisation : Rémy Belvaux
- Scénario : Rémy Belvaux, André Bonzel, Benoît Poelvoorde, Vincent Tavier
- Musique : Jean-Marc Chenut
- Photographie : André Bonzel
- Montage : Eric Dardill et Rémy Belvaux
- Son : Alain Oppezzi et Vincent Tavier
- Production : Rémy Belvaux, André Bonzel et Benoît Poelvoorde
- Société de production : Les Artistes anonymes
- Pays de production :  Belgique
- Langue originale : français
- Durée : 92 minutes
- Genre : comédie noire
- Format : noir et blanc
- Dates de sortie[2] :
  - France : mai 1992 (Festival de Cannes) ; 4 novembre 1992 (sortie nationale)
  - Canada : 12 septembre 1992 (Festival de Toronto)
- Classification[3] :
  -  Belgique : potentiellement préjudiciable jusqu’à 16 ans
  -  France : Interdit aux moins de 12 ans[4]
  -  Canada (Alberta, Nouvelle-Écosse) : Interdit aux moins de 18 ans (R - Restricted)
  -  Canada (Ontario) : Interdit aux moins de 18 ans non accompagnés d’un adulte (18A - 18 Accompaniment)
  -  Québec : 18 ans et plus, puis réévalué 16 ans et plus en 2004
  -  États-Unis : NC-17

## Distribution
- Benoît Poelvoorde : Benoît « Ben » Pappaert
- Rémy Belvaux : Rémy, le journaliste
- André Bonzel : André, le caméraman
- Valérie Parent[5] : Valérie
- Jacqueline Poelvoorde-Pappaert : la mère de Ben
- Nelly Pappaert : la grand-mère de Ben
- Hector Pappaert : le grand-père de Ben
- Jenny Drye : Jenny
- Malou Madou : Malou
- Willy Vandenbroeck : Boby
- Rachel Deman : Mamie Tromblon
- Alexandra Fandango : Kalifa

## Production

### Genèse et développement
À l'origine, il est le film de fin d'études de Rémy Belvaux à l'INSAS, école bruxelloise francophone de cinéma, s'agissant d'une parodie de Strip-tease ; le film dure initialement une cinquantaine de minutes comme l'émission télévisée.

### Attribution des rôles
Ce film est le premier avec Benoît Poelvoorde, qui ne se destinait pas à une carrière d'acteur. Les membres de la famille de Poelvoorde qui participent au film savent très peu de choses sur le contenu du scénario lorsque leurs scènes sont tournées.

## Distinctions

### Récompenses
- Festival de Cannes 1992 :
  - prix SACD de la Semaine de la critique ;
  - prix spécial de la jeunesse.

- Festival international du film fantastique de Catalogne 1992 :
  - prix du meilleur film ;
  - prix du meilleur acteur pour Benoît Poelvoorde.

- Prix André-Cavens de l’Union de la critique de cinéma : meilleur film belge.
- Prix européen du cinéma 1993 : meilleur premier film.
- Saturn Awards 1994 : meilleure sortie vidéo de genre.